# 인터넷 친구
인터넷 친구(internet親舊)는 인스턴트 메신저, 소셜 네트워크 서비스, 온라인 게임, 펜팔 등에서 알게 되어 주로 온라인 상에서만 만남을 갖는 친구를 말한다.
휴대 전화의 문자 메시지를 주고 받는 친구는 문자 친구(文字親舊)라고 한다.

## 같이 보기
- 소셜 네트워크 서비스